# بكالوريوس في إدارة الفنادق
بكالوريوس في إدارة الفنادق (بالإنجليزية: Bachelor of Hospitality Management)‏، شهادة تُعطى من جامعة والمدة الدراسية لهذه الدراسة تتراوح بين 3-4 سنوات بحسب الجامعة.

## وصلات خارجية
- موقع جامعة إدارة الأعمال والفنادق في سويسرا Business & Hotel Management School - Switzerland.
- موقع الجامعة الدولية لإدارة الفنادق والسياحة في مدينة لوسيرن، سويسرا نسخة محفوظة 13 نوفمبر 2008 على موقع واي باك مشين. بالعربي.
- الدراسة في سويسرا.

## مواضيع مشابهة
- دبلوم عالي في إدارة الفنادق.
- ماجستير في إدارة الفنادق.
- دبلوم عالي في إدارة الفنادق.